# نيكولو جيرو
نيكولو جيرو (و. 1795 – القرن 19 م) هو شاعر يوناني.